# 로초라이
로초라이(Lotzorai)는 사르데냐 이탈리아 지방 누오로도에 있는 코무네 (지방 자치체)로, 칼리아리에서 북동쪽으로 약 100 킬로미터 (62 mi), 토르톨리에서 북동쪽으로 약 4 킬로미터 (2 mi) 떨어져 있다.
로초라이는 다음 지자체와 접해 있다: 바우네이, 지라솔레, 탈라나, 토르톨리, 트리에이, 빌라그란데 스트리자일리.

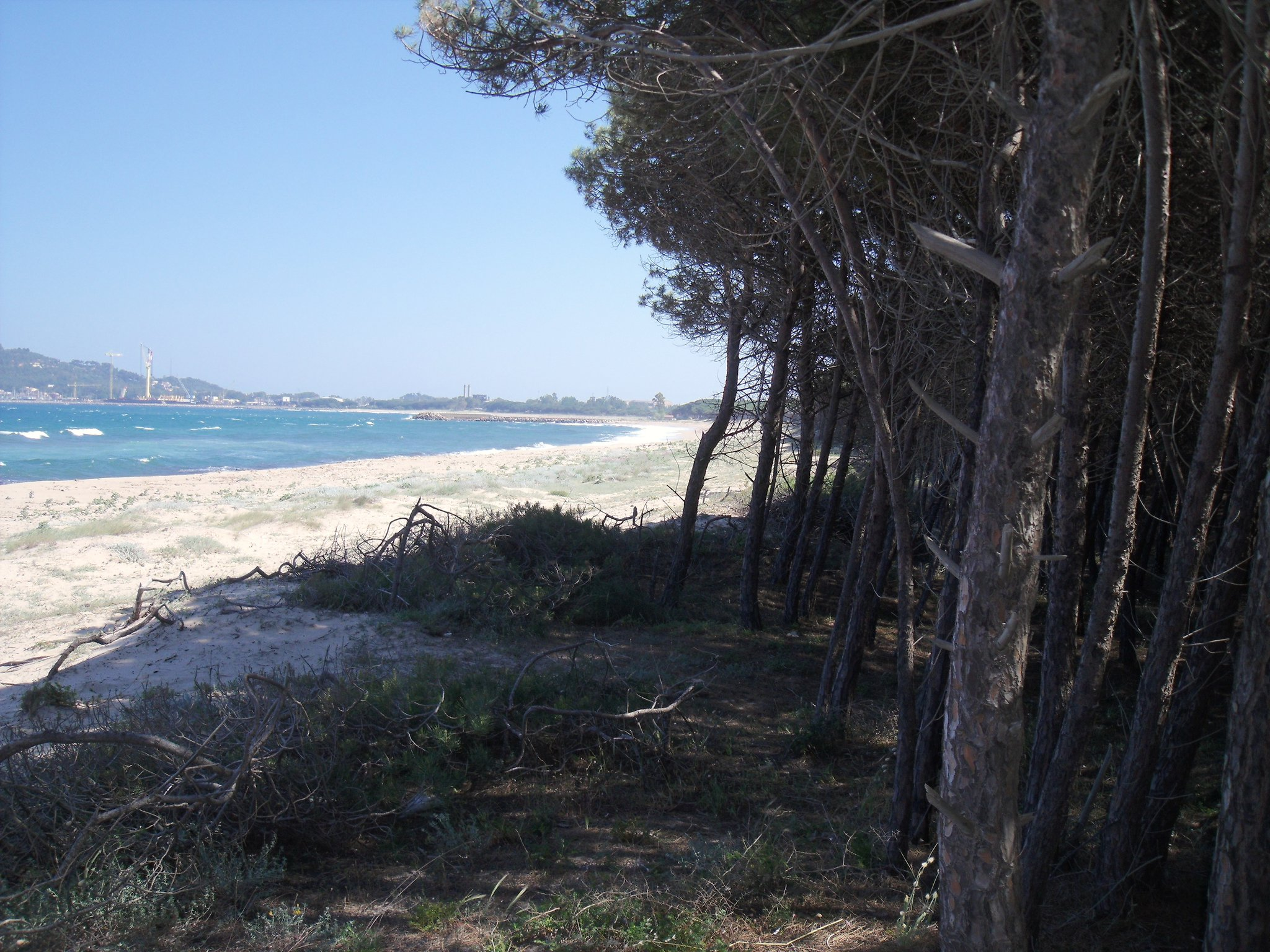
이술라 만나 해변.

이 도시의 경제는 농업과 관광에 기반을 두고 있다. 로초라이 지역에는 칼라 골로리체와 골레 수 고로푸 로초라이를 포함한 여러 산책로가 있으며, 셀바조 블루는 로초라이에서 산타 마리아 나바레세까지 3 킬로미터 (1.9 mi) 떨어져 있는 곳에서 시작된다. 다른 볼거리로는 13개의 도무스 데 야나스가 있는 선사시대 누라게 문명 네크로폴리스, 메두사 성 (기존의 페니키아인 건축물 위에 지어진 중세 요새로 현재는 폐허가 됨), 그리고 다른 선사시대 및 누라게 시대의 발굴 유적지가 있다.